# Anglure
 Anglure  es una población y comuna francesa, en la región de Champaña-Ardenas, departamento de Marne, en el distrito de Épernay y cantón de Anglure.

## Demografía
| 643 | 700 | 785 | 834 | 855 | 862 |
| Para los censos de 1962 a 1999 la población legal corresponde a la población sin duplicidades (Fuente: INSEE [Consultar]) |     |     |     |     |     |